# Ісаков Василь Леонович
Васи́ль Лео́нович Іса́ков (1916–1943) — червоноармієць Робітничо-селянської Червоної Армії, учасник німецько-радянської війни, Герой Радянського Союзу (1943).

## Біографія
Василь Ісаков народився у 1916 році в селі Турмасово (нині — Мічурінський район Тамбовської області). Закінчив чотири класи школи, після чого працював трактористом в колгоспі, потім диспетчером на залізничній станції «Кочетовка». У 1938–1940 роках проходив службу в Робітничо-селянській Червоній армії. У 1942 році Ісаков повторно був призваний в армію і направлений на фронт німецько-радянської війни, був стрільцем 78-го гвардійського стрілецького полку 25-ї гвардійської стрілецької дивізії 6-ї армії Південно-Західного фронту.
2 березня 1943 року в складі взводу, яким командував лейтенант Широнін, брав участь у відбитті контратак німецьких танкових і піхотних частин біля залізничного переїзду на південній околиці села Таранівка Зміївского району Харківської області Української РСР. У тому бою він отримав важкі поранення.
Указом Президіуму Верховної Ради СРСР від 18 травня 1943 року за «зразкове виконання бойових завдань командування на фронті боротьби з німецькими загарбниками і проявлені при цьому мужність і героїзм» гвардії червоноармієць Василь Ісаков був удостоєний звання Героя Радянського Союзу.
Закінчивши полкову школу молодших командирів, в званні гвардії сержанта з 2 червня 1943 роки воював у 2-му батальйоні 78-го гвардійського стрілецького полку. У липні 1943 року прийнятий кандидатом в члени ВКП (б). 16 серпня 1943 року під час боїв за село Довгеньке південніше Ізюма був поранений. Помер від отриманих поранень 30 серпня 1943 року в 412-му військовому госпіталі; похований в місті Розсош Воронезької області.

### Сім'я
Мати — Параска Яківна (1876—1964).
Сестра — Анна Леоновна Демидова.